# 'O vient
'O vient è un singolo del rapper italiano Clementino, pubblicato il 3 maggio 2013 come primo estratto dal terzo album in studio Mea culpa.

## Descrizione
Si tratta del primo singolo ufficiale del rapper, se non si contano gli street single estratti dal suo album precedente, I.E.N.A.
Divenuto un tormentone estivo, il brano è stato anche inserito nelle compilation ufficiali dell'estate Hot Party Summer 2013, In Italia - Hip Hop Smash Hits, Vol.3, Hit Mania Estate 2013 e Hip Hop Stars. Inoltre, con questa canzone il rapper ha conquistato il primo posto al Summer Festival 2013.

## Video musicale
Il video, diretto da Calu, è stato girato alla Città della scienza di Napoli, nella parte ridotta in macerie da un incendio la notte tra il 3 ed il 4 marzo 2013. È stato reso disponibile in concomitanza con l'uscita del singolo sul canale YouTube ufficiale del rapper.

## Tracce
1. 'O vient – 4:05

## Classifiche
| Classifica (2013) | Posizione massima |
| ----------------- | ----------------- |
| Italia            | 33                |